# Aysén régió
Aysén régió (spanyolul: Región Aysén del General Carlos Ibáñez del Campo vagy XI. Región Aysén del General Carlos Ibáñez del Campo) Chile egyik régiója, fővárosa Coyhaique.

## Települések

### Tartományok
| Aysén tartomány (Puerto Aysén)          |             |            |            |
| Aysén                                   | Cisnes      | Cisnes     | Guaitecas  |
| Capitán Prat tartomány (Cochrane)       |             |            |            |
| Cochrane                                | O'Higgins   | O'Higgins  | Tortel     |
| Coyhaique tartomány (Coyhaique)         |             |            |            |
| Coyhaique                               | Coyhaique   | Lago Verde | Lago Verde |
| General Carrera tartomány (Chile Chico) |             |            |            |
| Chile Chico                             | Chile Chico | Río Ibáñez | Río Ibáñez |

## Fordítás
1. Ez a szócikk részben vagy egészben  az   Aysén Region című angol Wikipédia-szócikk ezen változatának fordításán alapul.  Az eredeti cikk szerkesztőit annak laptörténete sorolja fel. Ez a jelzés csupán a megfogalmazás eredetét és a szerzői jogokat jelzi, nem szolgál a cikkben szereplő információk forrásmegjelöléseként.

## Külső hivatkozások
- A régió honlapja (spanyol)